# ابوالفضل مقصودلو
ابوالفضل مقصودلو محلی (زاده ۱۶ مرداد ۱۳۷۱ در گرگان استان گلستان) ورزشکار و عضو تیم ملی کبدی مردان ایران است. او فعالیت حرفه‌ای خود در ورزش کبدی را از سال ۱۳۸۷ شروع کرد.

## سابقه ورزشی

### بازی‌های آسیایی
او به همراه تیم ملی کبدی مردان ایران، در بازی‌های آسیایی ۲۰۱۴ در اینچئون، کره جنوبی شرکت کرد و پس از پیروزی در مسابقات مرحله مقدماتی، در مرحله نیم نهایی تیم ملی کبدی مردان پاکستان را شکست داد و به رقابت پایانی راه یافت. اما در دیدار نهایی با شکست برابر هندوستان، در جایگاه دوم بازی‌ها ایستاد و نشان نقره را دریافت کرد.

### بازی‌های ملی[۱][۲]
- بازی‌های آسیایی داخل سالن ۲۰۱۳
- المپیک آسیایی ۲۰۱۴ اینچون کره جنوبی
- بازی‌های جهانی ۲۰۱۶ احمد آباد هند
- بازی‌های آسیایی ۲۰۱۷ گرگان
- طلای المپیک آسیایی ۲۰۱۸ جاکارتا اندونزی
- طلای لیگ ستارگان جهان پرو کبدی ۲۰۱۶
- نایب قهرمانی لیگ ستارگان جهان ۲۰۱۴